# Nowa Ruda Przedmieście
Nowa Ruda Przedmieście – przystanek osobowy na linii Wałbrzych Główny – Nowa Ruda – Kłodzko Główne 286 w Nowej Rudzie, w województwie dolnośląskim, w Polsce. Przystanek zlokalizowany w pobliżu byłej KWK Nowa Ruda. Przed wojną funkcjonowała wyłącznie jako stacja towarowa obsługując kopalnię Ruben oraz kopalnię Rudolf w Przygórzu, która transportowała swój urobek napowietrzną koleją linową. Po roku 1992 z chwilą likwidacji pola Piast KWK Nowa Ruda stacja zdegradowana została do roli przystanku osobowego.
Od 13 grudnia 2020 przystanek na żądanie.

## Ruch pasażerski
| Rok  | Wymiana pasażerska na dobę |
| ---- | -------------------------- |
| 2017 | 10-19                      |
| 2022 | 10-19                      |